# 2016-os Formula–1 szingapúri nagydíj
A szingapúri nagydíj volt a 2016-os Formula–1 világbajnokság tizenötödik futama, amelyet 2016. szeptember 16. és szeptember 18. között rendeztek meg a Singapore Street Circuiten, Szingapúrban.

## Szabadedzések

### Első szabadedzés
A szingapúri nagydíj első szabadedzését szeptember 16-án, pénteken este tartották.
| helyezés | versenyző         | csapat/motor         | elért idő  | különbség | futott kör |
| -------- | ----------------- | -------------------- | ---------- | --------- | ---------- |
| 1        | Max Verstappen    | Red Bull-TAG Heuer   | 1:45,823   | −         | 25         |
| 2        | Daniel Ricciardo  | Red Bull-TAG Heuer   | 1:45,872   | +0,049    | 27         |
| 3        | Sebastian Vettel  | Ferrari              | 1:46,287   | +0,464    | 22         |
| 4        | Lewis Hamilton    | Mercedes             | 1:46,426   | +0,603    | 24         |
| 5        | Nico Rosberg      | Mercedes             | 1:46,513   | +0,690    | 22         |
| 6        | Kimi Räikkönen    | Ferrari              | 1:46,890   | +1,067    | 20         |
| 7        | Carlos Sainz Jr.  | Toro Rosso-Ferrari   | 1:46,936   | +1,113    | 28         |
| 8        | Danyiil Kvjat     | Toro Rosso-Ferrari   | 1:47,683   | +1,860    | 29         |
| 9        | Felipe Massa      | Williams-Mercedes    | 1:48,044   | +2,221    | 27         |
| 10       | Esteban Gutiérrez | Haas-Ferrari         | 1:48,109   | +2,286    | 23         |
| 11       | Fernando Alonso   | McLaren-Honda        | 1:48,202   | +2,379    | 21         |
| 12       | Sergio Pérez      | Force India-Mercedes | 1:48,214   | +2,391    | 28         |
| 13       | Nico Hülkenberg   | Force India-Mercedes | 1:48,359   | +2,536    | 28         |
| 14       | Valtteri Bottas   | Williams-Mercedes    | 1:48,453   | +2,630    | 26         |
| 15       | Felipe Nasr       | Sauber-Ferrari       | 1:49,595   | +3,772    | 16         |
| 16       | Jenson Button     | McLaren-Honda        | 1:49,615   | +3,792    | 20         |
| 17       | Jolyon Palmer     | Renault              | 1:49,794   | +3,971    | 27         |
| 18       | Kevin Magnussen   | Renault              | 1:50,263   | +4,440    | 29         |
| 19       | Pascal Wehrlein   | Manor-Mercedes       | 1:51,112   | +5,289    | 23         |
| 20       | Marcus Ericsson   | Sauber-Ferrari       | 1:51,479   | +5,656    | 16         |
| 21       | Esteban Ocon      | Manor-Mercedes       | 1:52,379   | +6,556    | 33         |
| 22       | Romain Grosjean   | Haas-Ferrari         | idő nélkül | –         | 2          |

### Második szabadedzés
A szingapúri nagydíj második szabadedzését szeptember 16-án, pénteken éjszaka tartották.
| helyezés | versenyző         | csapat/motor         | elért idő | különbség | futott kör |
| -------- | ----------------- | -------------------- | --------- | --------- | ---------- |
| 1        | Nico Rosberg      | Mercedes             | 1:44,152  | −         | 34         |
| 2        | Kimi Räikkönen    | Ferrari              | 1:44,427  | +0,275    | 34         |
| 3        | Max Verstappen    | Red Bull-TAG Heuer   | 1:44,532  | +0,380    | 29         |
| 4        | Daniel Ricciardo  | Red Bull-TAG Heuer   | 1:44,557  | +0,405    | 26         |
| 5        | Sebastian Vettel  | Ferrari              | 1:45,161  | +1,009    | 33         |
| 6        | Nico Hülkenberg   | Force India-Mercedes | 1:45,182  | +1,030    | 35         |
| 7        | Lewis Hamilton    | Mercedes             | 1:45,275  | +1,123    | 10         |
| 8        | Carlos Sainz Jr.  | Toro Rosso-Ferrari   | 1:45,507  | +1,355    | 33         |
| 9        | Fernando Alonso   | McLaren-Honda        | 1:45,779  | +1,627    | 30         |
| 10       | Danyiil Kvjat     | Toro Rosso-Ferrari   | 1:46,029  | +1,877    | 35         |
| 11       | Sergio Pérez      | Force India-Mercedes | 1:46,063  | +1,911    | 26         |
| 12       | Jenson Button     | McLaren-Honda        | 1:46,574  | +2,422    | 30         |
| 13       | Esteban Gutiérrez | Haas-Ferrari         | 1:46,727  | +2,575    | 36         |
| 14       | Felipe Massa      | Williams-Mercedes    | 1:46,856  | +2,704    | 30         |
| 15       | Valtteri Bottas   | Williams-Mercedes    | 1:46,960  | +2,808    | 30         |
| 16       | Kevin Magnussen   | Renault              | 1:47,161  | +3,009    | 30         |
| 17       | Jolyon Palmer     | Renault              | 1:47,166  | +3,014    | 34         |
| 18       | Felipe Nasr       | Sauber-Ferrari       | 1:47,531  | +3,379    | 29         |
| 19       | Romain Grosjean   | Haas-Ferrari         | 1:48,391  | +4,239    | 12         |
| 20       | Marcus Ericsson   | Sauber-Ferrari       | 1:48,487  | +4,335    | 32         |
| 21       | Pascal Wehrlein   | Manor-Mercedes       | 1:48,505  | +4,353    | 33         |
| 22       | Esteban Ocon      | Manor-Mercedes       | 1:48,823  | +4,671    | 29         |

### Harmadik szabadedzés
A szingapúri nagydíj harmadik szabadedzését szeptember 17-én, szombaton este tartották.
| helyezés | versenyző         | csapat/motor         | elért idő | különbség | futott kör |
| -------- | ----------------- | -------------------- | --------- | --------- | ---------- |
| 1        | Nico Rosberg      | Mercedes             | 1:44,352  | −         | 15         |
| 2        | Max Verstappen    | Red Bull-TAG Heuer   | 1:44,411  | +0,059    | 15         |
| 3        | Kimi Räikkönen    | Ferrari              | 1:44,860  | +0,508    | 15         |
| 4        | Daniel Ricciardo  | Red Bull-TAG Heuer   | 1:44,903  | +0,551    | 12         |
| 5        | Sebastian Vettel  | Ferrari              | 1:45,104  | +0,752    | 13         |
| 6        | Nico Hülkenberg   | Force India-Mercedes | 1:45,316  | +0,964    | 13         |
| 7        | Danyiil Kvjat     | Toro Rosso-Ferrari   | 1:45,503  | +1,151    | 19         |
| 8        | Lewis Hamilton    | Mercedes             | 1:45,806  | +1,454    | 9          |
| 9        | Carlos Sainz Jr.  | Toro Rosso-Ferrari   | 1:45,879  | +1,527    | 17         |
| 10       | Valtteri Bottas   | Williams-Mercedes    | 1:45,947  | +1,595    | 16         |
| 11       | Sergio Pérez      | Force India-Mercedes | 1:46,112  | +1,760    | 15         |
| 12       | Fernando Alonso   | McLaren-Honda        | 1:46,164  | +1,812    | 13         |
| 13       | Esteban Gutiérrez | Haas-Ferrari         | 1:46,316  | +1,964    | 16         |
| 14       | Felipe Massa      | Williams-Mercedes    | 1:46,529  | +2,177    | 17         |
| 15       | Kevin Magnussen   | Renault              | 1:47,116  | +2,764    | 11         |
| 16       | Jenson Button     | McLaren-Honda        | 1:47,277  | +2,925    | 16         |
| 17       | Felipe Nasr       | Sauber-Ferrari       | 1:47,293  | +2,941    | 18         |
| 18       | Romain Grosjean   | Haas-Ferrari         | 1:47,411  | +3,059    | 20         |
| 19       | Marcus Ericsson   | Sauber-Ferrari       | 1:47,956  | +3,604    | 20         |
| 20       | Jolyon Palmer     | Renault              | 1:48,689  | +4,337    | 13         |
| 21       | Pascal Wehrlein   | Manor-Mercedes       | 1:49,201  | +4,849    | 10         |
| 22       | Esteban Ocon      | Manor-Mercedes       | 1:49,565  | +5,213    | 14         |

## Időmérő edzés
A szingapúri nagydíj időmérő edzését szeptember 17-én, szombaton éjszaka futották.
| helyezés              | rajtszám | versenyző         | csapat/motor         | 1. rész  | 2. rész  | 3. rész  | rajthely | futott kör |
| --------------------- | -------- | ----------------- | -------------------- | -------- | -------- | -------- | -------- | ---------- |
| 1                     | 6        | Nico Rosberg      | Mercedes             | 1:45,316 | 1:43,020 | 1:42,584 | 1        | 12         |
| 2                     | 3        | Daniel Ricciardo  | Red Bull-TAG Heuer   | 1:44,255 | 1:43,933 | 1:43,115 | 2        | 12         |
| 3                     | 44       | Lewis Hamilton    | Mercedes             | 1:45,167 | 1:43,471 | 1:43,288 | 3        | 12         |
| 4                     | 33       | Max Verstappen    | Red Bull-TAG Heuer   | 1:45,036 | 1:44,112 | 1:43,328 | 4        | 12         |
| 5                     | 7        | Kimi Räikkönen    | Ferrari              | 1:44,964 | 1:44,159 | 1:43,540 | 5        | 12         |
| 6                     | 55       | Carlos Sainz Jr.  | Toro Rosso-Ferrari   | 1:45,499 | 1:44,493 | 1:44,197 | 6        | 14         |
| 7                     | 26       | Danyiil Kvjat     | Toro Rosso-Ferrari   | 1:45,291 | 1:44,475 | 1:44,469 | 7        | 15         |
| 8                     | 27       | Nico Hülkenberg   | Force India-Mercedes | 1:46,081 | 1:44,737 | 1:44,479 | 8        | 17         |
| 9                     | 14       | Fernando Alonso   | McLaren-Honda        | 1:45,373 | 1:44,653 | 1:44,553 | 9        | 15         |
| 10                    | 11       | Sergio Pérez      | Force India-Mercedes | 1:45,204 | 1:44,703 | 1:44,582 | 17[1]    | 20         |
| 11                    | 77       | Valtteri Bottas   | Williams-Mercedes    | 1:46,086 | 1:44,740 |          | 10       | 11         |
| 12                    | 19       | Felipe Massa      | Williams-Mercedes    | 1:46,056 | 1:44,991 |          | 11       | 11         |
| 13                    | 22       | Jenson Button     | McLaren-Honda        | 1:45,262 | 1:45,144 |          | 12       | 13         |
| 14                    | 21       | Esteban Gutiérrez | Haas-Ferrari         | 1:45,465 | 1:45,593 |          | 13       | 12         |
| 15                    | 8        | Romain Grosjean   | Haas-Ferrari         | 1:45,609 | 1:45,723 |          | 20[2]    | 11         |
| 16                    | 9        | Marcus Ericsson   | Sauber-Ferrari       | 1:46,427 | 1:47,827 |          | 14       | 12         |
| 17                    | 20       | Kevin Magnussen   | Renault              | 1:46,825 |          |          | 15       | 9          |
| 18                    | 12       | Felipe Nasr       | Sauber-Ferrari       | 1:46,860 |          |          | 16       | 8          |
| 19                    | 30       | Jolyon Palmer     | Renault              | 1:46,960 |          |          | 18       | 9          |
| 20                    | 94       | Pascal Wehrlein   | Manor-Mercedes       | 1:47,667 |          |          | 19       | 8          |
| 21                    | 31       | Esteban Ocon      | Manor-Mercedes       | 1:48,296 |          |          | 21       | 9          |
| 22                    | 5        | Sebastian Vettel  | Ferrari              | 1:49,116 |          |          | 22[3]    | 4          |
| 107%-os idő: 1:51,552 |          |                   |                      |          |          |          |          |            |

Megjegyzés:
- ↑ 1:  — Sergio Pérez összesen 8 (5+3) rajthelyes büntetést kapott, mert a Q2 végén túl gyorsan hajtott sárga zászló hatálya alatt.[2][3]
- ↑ 2:  — Romain Grosjean autójában sebességváltót kellett cserélni az időmérő edzés után, ezért 5 rajthelyes büntetést kapott.[4]
- ↑ 3:  — Sebastian Vettel autójába az időmérő edzés után új erőforrást, sebességváltót, turbófeltöltőt és MGU-H-t szereltek, ami összesen 25 rajthelyes büntetést jelent.[5]

## Futam
A szingapúri nagydíj futama szeptember 18-án, vasárnap éjszaka rajtolt.
| helyezés | rajtszám | versenyző         | csapat/motor         | futott kör | idő/kiesés oka | rajthely | pont |
| -------- | -------- | ----------------- | -------------------- | ---------- | -------------- | -------- | ---- |
| 1        | 6        | Nico Rosberg      | Mercedes             | 61         | 1:55:48,950    | 1        | 25   |
| 2        | 3        | Daniel Ricciardo  | Red Bull-TAG Heuer   | 61         | +0,488         | 2        | 18   |
| 3        | 44       | Lewis Hamilton    | Mercedes             | 61         | +8,038         | 3        | 15   |
| 4        | 7        | Kimi Räikkönen    | Ferrari              | 61         | +10,219        | 5        | 12   |
| 5        | 5        | Sebastian Vettel  | Ferrari              | 61         | +27,694        | 22       | 10   |
| 6        | 33       | Max Verstappen    | Red Bull-TAG Heuer   | 61         | +1:11,197      | 4        | 8    |
| 7        | 14       | Fernando Alonso   | McLaren-Honda        | 61         | +1:29,198      | 9        | 6    |
| 8        | 11       | Sergio Pérez      | Force India-Mercedes | 61         | +1:51,062      | 17       | 4    |
| 9        | 26       | Danyiil Kvjat     | Toro Rosso-Ferrari   | 61         | +1:51,557      | 7        | 2    |
| 10       | 20       | Kevin Magnussen   | Renault              | 61         | +1:59,952      | 15       | 1    |
| 11       | 21       | Esteban Gutiérrez | Haas-Ferrari         | 60         | +1 kör         | 13       |      |
| 12       | 19       | Felipe Massa      | Williams-Mercedes    | 60         | +1 kör         | 11       |      |
| 13       | 12       | Felipe Nasr       | Sauber-Ferrari       | 60         | +1 kör         | 16       |      |
| 14       | 55       | Carlos Sainz Jr.  | Toro Rosso-Ferrari   | 60         | +1 kör         | 6        |      |
| 15       | 30       | Jolyon Palmer     | Renault              | 60         | +1 kör         | 18       |      |
| 16       | 94       | Pascal Wehrlein   | Manor-Mercedes       | 60         | +1 kör         | 19       |      |
| 17       | 9        | Marcus Ericsson   | Sauber-Ferrari       | 60         | +1 kör         | 14       |      |
| 18       | 31       | Esteban Ocon      | Manor-Mercedes       | 59         | +2 kör         | 21       |      |
| ki       | 22       | Jenson Button     | McLaren-Honda        | 43         | fékek          | 12       |      |
| ki       | 77       | Valtteri Bottas   | Williams-Mercedes    | 35         | túlhevülés     | 10       |      |
| ki       | 27       | Nico Hülkenberg   | Force India-Mercedes | 0          | baleset        | 8        |      |
| ni       | 8        | Romain Grosjean   | Haas-Ferrari         | 0          | fékek          | 20[1]    |      |

Megjegyzés:
- ↑ 1:  — Romain Grosjean műszaki hiba miatt nem tudott elrajtolni, a 20. rajtkocka üresen maradt.[6]

## A világbajnokság állása a verseny után
| H   | Versenyzők       | Pont | H   | Konstruktőrök        | Pont |
| --- | ---------------- | ---- | --- | -------------------- | ---- |
| 1.  | Nico Rosberg     | 273  | 1.  | Mercedes             | 538  |
| 2.  | Lewis Hamilton   | 265  | 2.  | Red Bull-TAG Heuer   | 316  |
| 3.  | Daniel Ricciardo | 179  | 3.  | Ferrari              | 301  |
| 4.  | Sebastian Vettel | 153  | 4.  | Force India-Mercedes | 112  |
| 5.  | Kimi Räikkönen   | 148  | 5.  | Williams-Mercedes    | 111  |
| 6.  | Max Verstappen   | 129  | 6.  | McLaren-Honda        | 54   |
| 7.  | Valtteri Bottas  | 70   | 7.  | Toro Rosso-Ferrari   | 47   |
| 8.  | Sergio Pérez     | 66   | 8.  | Haas-Ferrari         | 28   |
| 9.  | Nico Hülkenberg  | 46   | 9.  | Renault              | 7    |
| 10. | Felipe Massa     | 41   | 10. | Manor-Mercedes       | 1    |

(A teljes táblázat)

## Statisztikák
- Vezető helyen:
  - Nico Rosberg: 59 kör (1-16), (18-33) és (35-61)
  - Kimi Räikkönen: 1 kör (17)
  - Lewis Hamilton: 1 kör (34)
- Nico Rosberg 29. pole-pozíciója és 22. futamgyőzelme.
- Daniel Ricciardo 7. futamon elért leggyorsabb köre.
- A Mercedes 59. győzelme.
- Nico Rosberg 51., Daniel Ricciardo 15., Lewis Hamilton 99. dobogós helyezése.
- Nico Rosberg 200., Marcus Ericsson 50. nagydíja.[7][8]
- A Toro Rosso 200. nagydíjhétvégéje.[9]
- Nico Rosberg az első olyan győztes ezen a pályán, aki nem világbajnokként nyerte meg a futamot.